# Holger Pump-Uhlmann
Holger Günter Jürgen Pump-Uhlmann (* 1960 in Lübeck als Holger Pump) ist ein deutscher Architekt und Stadtplaner.

## Leben
Pump-Uhlmann studierte von 1981 bis 1989 Architektur an der Technischen Universität Braunschweig, an der er viele Jahre auch als wissenschaftlicher Assistent am Institut für Bau- und Stadtbaugeschichte arbeitete sowie in den Niederlanden am Institute of History of Art, Architecture and Urbanism der Technischen Universität Delft, an der er 1997 promoviert wurde zum Thema Vom Bildungspalast zum Forschungslaboratorium. Hochschulbauten und -planungen als Spiegel wissenschaftlichen und gesellschaftlichen Wandels – dargelegt am Beispiel der Technischen Universität Braunschweig 1745–1995.
Pump-Uhlmann arbeitete sowohl als angestellter wie auch als freiberuflicher Architekt. Seine aktuellen Arbeiten fokussieren insbesondere auf Stadtplanung und -entwicklung.

## Schriften
- Vom Bildungspalast zum Forschungslaboratorium. Hochschulbauten und -planungen als Spiegel wissenschaftlichen und gesellschaftlichen Wandels, dargelegt am Beispiel der Technischen Universität Braunschweig 1745–1995. (zugleich Dissertation 1997 an der TU Delft) Delft 1997, ISBN 90-90-10256-6.
- Walter Brune, Holger Pump-Uhlmann: Centro Oberhausen, die verschobene Stadtmitte. Ein Beispiel verfehlter Stadtplanung. Immobilien-Zeitung-Edition, Wiesbaden 2009, ISBN 978-3-940219-09-1. (Inhaltsverzeichnis bei der DNB)
- Rolf Junker, Gerd Kühn, Holger Pump-Uhlmann: Zum Umgang mit großen innerstädtischen Einkaufscentern. Arbeitshilfe. (hrsg. vom Ministerium für Wirtschaft, Energie, Bauen, Wohnen und Verkehr des Landes Nordrhein-Westfalen, Referat für Presse und Öffentlichkeitsarbeit) Düsseldorf / Neuss 2011.
- Arbeitswelten. Büro- und Verwaltungsbauten von Walter Brune. (Bildband) Immobilien-Zeitung-Edition, Wiesbaden 2014, ISBN 978-3-940219-22-0. (Inhaltsverzeichnis bei der DNB)
- Rolf Junker, Nicole Pöppelmann, Holger Pump-Uhlmann: Neueröffnung nach Umbau. Konzepte zum Umbau von Warenhäusern und Einkaufscentern. (mit einem Vorwort von Hartwig Schultheiß) Landesinitiative StadtBauKultur NRW 2020, Gelsenkirchen 2015, ISBN 978-3-939745-14-3. (Inhaltstext und Inhaltsverzeichnis)
- Rolf Junker, Gerd Kühn, Holger Pump-Uhlmann: Wirkungsanalyse großer innerstädtischer Einkaufscenter. Deutsches Institut für Urbanistik, Berlin 2018, ISBN 978-3-88118-627-8.
- Rolf Junker, Holger Pump-Uhlmann: Einkaufsstraßen neu denken. Bausteine für neue Perspektiven. StadtBauKultur NRW, [Gelsenkirchen] [2019], ISBN 978-3-939745-18-1. (Inhaltsverzeichnis bei der DNB)

als Herausgeber von Bildbänden:
- Der erweiterte Lebensraum. Bungalows von Walter Brune. Jovis, Berlin 2008, ISBN 978-3-86859-009-8. (Inhaltsverzeichnis und Inhaltstext bei der DNB)
- Vom Kaufhaus zur Stadtgalerie. Bauten für den Handel von Walter Brune. (englischsprachige Ausgabe uter dem Titel From department store to „Stadtgalerie“) Jovis, Berlin 2011, ISBN 978-3-86859-093-7. (Inhaltsverzeichnis bei der DNB)
- Wohnungsbauten von Walter Brune. Immobilien Zeitung Edition, Wiesbaden [2017], ISBN 978-3-940219-40-4. (Inhaltsverzeichnis bei der DNB)